# 27 mai en sport
27 avril 27 juin
Chronologies thématiques
- Croisades
- Ferroviaires
- Disney

Le 27 mai (147e jour de l'année ou 148e en cas d'année bissextile) en sport.

## Événements

### XIXesiècle
- 1868 :
  - (Boxe) : Mike McCoole doit rencontrer Joe Coburn à Cold Springs, Indiana, dans un combat rémunéré, comptant pour le Championnat Poids lourd de l'Amérique, mais la police intervient et le combat n'aura pas lieu. Coburn et son entraîneur Jim Cusick sont arrêtés[1],[2].
- 1893 :
  - (Cyclisme) : troisième édition de la course cycliste Bordeaux-Paris. Le Français Louis Cottereau s’impose.

### XXesièclede1901à1950
- 1906 :
  - (Football) : VfB Leipzig champion d’Allemagne.
- 1916 :
  - (Athlétisme) : l’américain Ted Meredith bat le record du monde du 400 m en 47 s 4
- 1923 :
  - (Sport automobile) : victoire de André Lagache et René Léonard aux 24 Heures du Mans.
- 1924 :
  - (Athlétisme) : Harold Osborn établit un nouveau record du monde du saut en hauteur à 2,03 mètres.
- 1927 :
  - (Athlétisme) : Sabin Carr porte le record du monde du saut à la perche à 4,27 m.
  - (Football) : en match amical, au stade de Colombes, l'Angleterre humilie la France en s'imposant 6-0.
- 1934 :
  - (Football) : ouverture en Italie de la Coupe du monde de football 1934.
  - (Sport automobile) : Avusrennen.

### XXesièclede1951à2000
- 1951 :
  - (Sport automobile) : premier grand prix de F1 de la saison 1951 en Suisse, remporté par Juan Manuel Fangio sur Alfa Romeo.
- 1956 :
  - (Football) : le CS Sedan remporte la Coupe de France en s'imposant 3-1 en finale face au AS Troyes.
- 1961 :
  - (Football) : la Fiorentina remporte la Coupe d'Europe des vainqueurs de coupe en s'imposant en finale face au Rangers FC.
- 1962 :
  - (Rugby à XV) : le SU Agen remporte le Championnat de France de rugby en s'imposant 14-11 en finale face à l'AS Béziers.
- 1964 :
  - (Football) : l'Inter Milan remporte la Coupe des clubs champions européens en s'imposant 3-1 en finale face au Real Madrid.
- 1965 :
  - (Football) : l'Inter Milan remporte la Coupe des clubs champions européens en s'imposant 1-0 en finale face au Benfica Lisbonne.
- 1968 :
  - (Baseball) : la Ligue majeure de baseball accorde pour la première fois une franchise à une ville du Canada. L'arrivée des Expos de Montréal dans la Ligue nationale est annoncée pour le printemps suivant, ainsi que celle des Padres de San Diego aux États-Unis.
- 1979 :
  - (Formule 1) : Grand Prix automobile de Monaco.
  - (Rugby à XV) : le RC Narbonne remporte le Championnat de France de rugby en s'imposant 10-0 en finale face au Stade bagnérais.
- 1981 :
  - (Football) : Liverpool FC remporte la Coupe des clubs champions européens en s'imposant 1-0 en finale face au Real Madrid.
- 1987 :
  - (Football) : le FC Porto remporte la Coupe des clubs champions européens en s'imposant 2-1 en finale face au Bayern Munich.
- 1989 :
  - (Rugby à XV) : le Stade toulousain remporte le Championnat de France de rugby en s'imposant 18-12 en finale face au RC Toulon.
- 1990 :
  - (Formule 1) : Le Grand Prix automobile de Monaco est remporté par le brésilien Ayrton Senna qui concourait pour l'écurie McLaren-Honda.
- 2000 :
  - (Rugby à XV) : Northampton Saints remporte la Coupe d'Europe de rugby en s'imposant 9-8 en finale face au Munster Rugby.

### XXIesiècle
- 2001 :
  - (Athlétisme) : à Götzis, en Autriche, le tchèque Roman Šebrle établit un nouveau record du monde du décathlon avec un total de 9 026 points.
  - (Formule 1) : Grand Prix automobile de Monaco.
- 2006 :
  - (Football) : première sélection de Franck Ribéry et dernière apparition de Zinédine Zidane au Stade de France, à l'occasion de la rencontre amicale France-Mexique.
- 2007 :
  - (Sport automobile) : l'Espagnol Fernando Alonso (McLaren-Mercedes) remporte le Grand Prix de Monaco de Formule 1 en devançant son coéquipier le jeune Britannique Lewis Hamilton et le pilote brésilien Felipe Massa (Ferrari).
  - (Sport automobile) : sur le célèbre circuit d'Indianapolis, l'Écossais Dario Franchitti remporte les 500 miles d'Indianapolis devant le Néo-Zélandais Scott Dixon et le Brésilien Hélio Castroneves.
- 2009 :
  - (Football) : le FC Barcelone remporte la Ligue des champions en s'imposant en finale 2-0 face à Manchester United au Stade Olympique de Rome.
- 2011 :
  - (Rugby à XV) : le Stade toulousain s'impose en demi-finale du Top 14 face à Clermont-Ferrand au Stade Vélodrome sur le score de 29 à 6.
- 2012 :
  - (Formule 1) : Grand Prix de Monaco.
- 2015 :
  - (Cyclisme sur route /Tour d'Italie) : l'Italien Sacha Modolo remporte la 17e étape du Tour d'Italie lors de l'arrivée au sprint à Lugano, après une incursion en territoire suisse. L'Espagnol Alberto Contador conserve le maillot rose de leader à quatre jours de l'arrivée.
  - (Football) :
    - (Corruption) : à moins de trois jours de l’élection du président de la FIFA, dont Sepp Blatter fait figure de grand favori à sa propre succession, pour un cinquième mandat consécutif, plusieurs hauts responsables sont arrêtés pour des faits présumés de corruption. Sepp Blatter ne serait pas directement concerné[3].
    - (Ligue Europa) : le Séville FC conserve son titre en Ligue Europa en battant à Varsovie, les Ukrainiens de Dnipropetrovsk (3-2), au terme d’une finale enlevée.
- 2016 :
  - (Cyclisme sur route /Tour d'Italie) : sur la 19e étape du Tour d'Italie 2016, victoire de l'Italien Vincenzo Nibali et le Colombien Esteban Chaves s'empare de la tunique rose.
- 2017 :
  - (Cyclisme sur route /Giro) : sur la 20e étape du Tour d'Italie 2017, victoire du Français Thibaut Pinot, le Colombien Nairo Quintana conserve le maillot rose.
  - (Football /Coupe de France) : au Stade de France, lors de la 100e édition de la Coupe de France, le PSG remporte sa troisième Coupe de France consécutive grâce à un but en toute fin de match face à Angers (1-0)[4].
  - (Voile /Coupe de l'América) : début de la 35e édition de la Coupe de l'America qui se déroule aux Bermudes jusqu'à la fin juin.
- 2021 :
  - (Cyclisme sur route /Tour d'Italie) : sur la 18e étape du Tour d'Italie qui se déroule entre Rovereto et Stradella, sur une distance de 231 km, victoire de l'Italien Alberto Bettiol en solitaire. Le Colombien Egan Bernal conserve le maillot rose.

## Naissances

### XIXesiècle
- 1856 :
  - Tom Vallance, footballeur écossais. (7 sélections en équipe nationale). († 16 février 1935).
- 1868 :
  - Henry Terry, joueur de cricket français. Médaillé d'argent aux Jeux de Paris 1900. († 27 juillet 1952).
- 1870 :
  - Lionel Palairet, joueur de cricket anglais. (2 sélections en Test cricket). († 27 mars 1933).
- 1875 :
  - Frederick Cuming, joueur de cricket britannique. Champion olympique aux Jeux de Paris 1900. († 22 mars 1942).
- 1887 :
  - Paul Mauriat, joueur de rugby français. (19 sélections en équipe de France). († 21 mai 1964).
  - Frank Woolley, joueur de cricket anglais. (64 sélections en test cricket). († 18 octobre 1978).
- 1897 :
  - Dink Templeton, joueur de rugby et athlète de sauts puis entraîneur américain. Champion olympique aux Jeux d'Anvers 1920. (1 sélection en équipe nationale). († 7 août 1962).

### XXesièclede1901à1950
- 1904 :
  - Chūhei Nanbu, athlète de sauts japonais. Champion olympique du triple saut et médaillé de bronze de la longueur aux Jeux de Los Angeles 1932. Détenteur du Record du monde du saut en longueur du 27 octobre 1931 au 25 mai 1935 et du Record du monde du triple saut du 4 août 1932 au 14 décembre 1935. († 23 juillet 1997).
- 1912 :
  - Sam Snead, golfeur américain. Vainqueur des tournois de la PGA Championship 1942, 1949, 1951, de l'Open britannique 1946 des Masters 1949, 1952 et 1954. († 23 mai 2002).
- 1923 :
  - Jacques Lunis, athlète de sprint français. Médaillé d'argent du relais 4 × 400 m aux Jeux de Londres 1948. Champion d'Europe d'athlétisme du relais 4 × 400 m et médaillé d'argent du 400 m en 1946, médaillé d'argent du 400 m aux Championnats d'Europe d'athlétisme 1950. († 2 novembre 2008).
- 1925 :
  - Walter Eich, footballeur suisse. (5 sélections en équipe nationale).
- 1926 :
  - Kees Rijvers, footballeur néerlandais. († 4 mars 2024).
- 1935 :
  - Edson Bispo dos Santos, joueur puis entraîneur brésilien de basket-ball. († 12 février 2011).
- 1942 :
  - Piers Courage, pilote de F1 britannique. († 21 juin 1970).
- 1946 :
  - Dominique Bontemps, joueur de rugby français. (1 sélection en équipe de France).
- 1948 :
  - Frédéric Dor, pilote de course automobile d'endurance et de rallyes français.

### XXesièclede1951à2000
- 1956 :
  - Cathy Priestner, patineuse de vitesse canadienne. Médaillée d'argent du 500m aux Jeux d'Innsbruck 1976.
- 1957 :
  - Bruce Furniss, nageur américain. Champion olympique du 200 m nage libre et du relais 4 × 200 m nage libre aux Jeux de Montréal 1976. Champion du monde de natation du relais 4 × 100 m nage libre 1975 et champion du monde de natation du relais 4 × 200 m nage libre 1978.
  - David Greenwood, basketteur américain.
- 1960 :
  - Gaston Therrien, hockeyeur sur glace et consultant sportif canadien.
- 1961 :
  - Pierre-Henri Raphanel, pilote de course automobile français.
- 1965 :
  - Pat Cash, joueur de tennis australien. Vainqueur du Tournoi de Wimbledon 1987, des Coupe Davis 1983 et 1986
- 1967 :
  - Paul Gascoigne, footballeur anglais. (57 sélections en équipe nationale).
  - George McCloud, basketteur américain.
- 1968 :
  - Jeff Bagwell, joueur de baseball américain.
  - Germán Llanes, joueur de rugby argentin. (43 sélections en équipe nationale).
  - Frank Thomas, joueur de baseball américain.
- 1970 :
  - Michele Bartoli, cycliste sur route italien. Vainqueur du Tour des Flandres 1996, des courses Liège-Bastogne-Liège 1997 et 1998, de la Flèche wallonne 1999, l'Amstel Gold Race 2002, des Tours de Lombardie 2002 et 2003.
- 1971 :
  - Corey Beck, basketteur américain.
- 1973 :
  - Stéphanie Provost, joueuse de rugby française. (60 sélections en équipe de France).
  - Tana Umaga, joueur de rugby puis entraîneur néo-zélandais. Vainqueur des Tri-nations 2002, 2003 et 2005. (74 sélections en équipe nationale).
- 1975 :
  - João Tomás, footballeur portugais. (4 sélections en équipe nationale).
- 1976 :
  - Marcel Fässler, pilote de course automobile suisse. Vainqueur des 24 Heures du Mans 2011, 2012 et 2014.
- 1977 :
  - Arthur Lee, basketteur américain.
  - Mahela Jayawardene, joueur de cricket sri lankais. (149 sélections en test cricket).
- 1978 :
  - Jacques Abardonado, footballeur français.
- 1979 :
  - Francisco Lecot, joueur de rugby argentin. (3 sélections en équipe nationale).
  - Mile Sterjovski, footballeur australien. (42 sélections en équipe nationale).
- 1980 :
  - Craig Buntin, patineur artistique en couple canadien.
  - Maryan Hary, cycliste sur route français.
- 1981 :
  - Johan Elmander, footballeur suédois. Vainqueur de la Coupe UEFA 2002. (85 sélections en équipe nationale).
- 1983 :
  - Bobby Convey, footballeur américain. Vainqueur de la Gold Cup 2005. (48 sélections en équipe nationale).
  - Maxim Tsigalko, footballeur biélorusse († 25 décembre 2020).
- 1985 :
  - Franck Mailleux, pilote de course automobile français.
  - Roberto Soldado, footballeur espagnol. (12 sélections en équipe nationale)
- 1987 :
  - Gervinho, footballeur ivoirien. Champion d'Afrique de football 2015. (76 sélections en équipe nationale).
  - Martina Sáblíková, patineuse de vitesse et cycliste sur route tchèque. Championne olympique du 3 000, du 5 000 m et médaillée de bronze du 1 500 m aux Jeux de Vancouver 2010 puis championne olympique du 5 000 m et médaillée de bronze du 3 000 m aux Jeux de Sotchi 2014. Championne du monde de patinage de vitesse à 11 reprises.
- 1988 :
  - Celso Borges, footballeur costaricien. (74 sélections en équipe nationale).
  - Fouad el-Kaam, athlète de demi-fond marocain. Champion d'Afrique d'athlétisme du 1 500m 2016.
  - Siarhei Lahun, haltérophile biélorusse. († 22 avril 2011).
  - Daisy Pearce, australienne, joueuse de football australien.
  - Tobias Reichmann, handballeur allemand. Médaillé de bronze aux Jeux de Rio 2016. Champion d'Europe masculin de handball 2016. Vainqueur des Ligues des champions masculine 2010 et 2012. (75 sélections en équipe nationale).
- 1989 :
  - Rémy Marginet, joueur de rugby XIII français. (7 sélections en équipe de France).
- 1990 :
  - Marouan Chouiref, handballeur tunisien. Champion d'Afrique des nations masculin de handball 2018. (104 sélections en équipe nationale).
  - Julien Duval, cycliste sur piste et sur route français.
  - Marcus Krüger, hockeyeur sur glace suédois. Médaillé d'argent aux Jeux de Sotchi 2014.
- 1991 :
  - Armando Sadiku, footballeur albanais. (22 sélections en équipe nationale).
- 1992 :
  - Aaron Brown, athlète de sprint canadien.
  - Lorys Bourelly, nageur français. Champion du monde de natation du 4 × 100 m 2015. Champion d'Europe de natation du relais 4 × 100 m nage libre 2016.
  - Fanny-Estelle Posvite, judokate française. Médaillée de bronze des -70 kg aux championnats du monde de judo 2015. Médaillée de bronze des -70 kg aux championnats d'Europe de judo 2016.
- 1993 :
  - Tekele Cotton, basketteur américain.
- 1994 :
  - Shawnacy Barber, athlète de sauts canadien. Champion du monde d'athlétisme à la perche 2015. († 17 janvier 2024).
  - Aymeric Laporte, footballeur français.
  - Joao Cancelo, footballeur portugais, défenseur à Manchester City.
- 1997 :
  - Leonie Beck, nageuse en eau libre allemande. Championne du monde de natation du 5 et 10km en eau libre 2023.
- 1998 :
  - Ben White, joueur international écossais de rugby à XV.
- 1999 :
  - Matheus Cunha, footballeur brésilien.
- 2000 :
  - Maëlle Lakrar, footballeuse française. Championne d'Europe féminin de football des moins de 19 ans 2019. (3 sélections en équipe de France).

### XXIesiècle
- 2002 :
  - Jérémy Doku, footballeur belge. (8 sélections en équipe nationale).
  - Filip Rønningen Jørgensen, footballeur norvégien.

## Décès

### XXesièclede1901à1950
- 1918 :
  - Lillian Watson, 60 ans, joueur de tennis britannique. (° 17 septembre 1857).
- 1923 :
  - Charles Lewis, 69 ans, joueur de rugby gallois. (5 sélections en équipe nationale). (° 20 août 1853).
- 1933 :
  - Achille Paroche, 65 ans, tireur français. Champion olympique de la rifle d'ordonnance 300 m, couché, médaillé d'argent du 50 m pistolet 60 coups, du 50 m pistolet d'ordonnance par équipes, médaillé de bronze du rifle libre par équipes aux Jeux de Paris 1900 puis médaillé d'argent de la carabine libre couché à 3 000 m par équipes aux Jeux d'Anvers 1920. (° 1er mars 1868).

### XXesièclede1951à2000
- 1972 :
  - David Hall, 97 ans, athlète de demi-fond américain. Médaillé de bronze du 800 m aux Jeux de Paris 1900. (° 1er mai 1875).
- 2000 :
  - Maurice Richard, 78 ans, hockeyeur sur glace puis entraîneur canadien. (° 4 août 1921).

### XXIesiècle
- 2006 :
  - Robert Parienté, 75 ans, journaliste sportif français. (° 19 septembre 1930).
- 2007 :
  - Marquise Hill, 24 ans, joueur de foot U.S. américain. (° 7 août 1982).
- 2011 :
  - Małgorzata Dydek, 37 ans, basketteuse polonaise. Championne d'Europe de basket-ball 1999. (° 28 avril 1974).
- 2012 :
  - Johnny Tapia, 45 ans, boxeur américain. Champion du monde poids super-mouches de boxe du 12 octobre 1994 au 13 février 1998 et champion du monde poids plumes de boxe du 27 avril 2002 au 2 juin 2002. (° 13 février 1967).
- 2015 :
  - Erik Carlsson pilote de rallyes automobile suédois. (° 5 mars 1929).